# Волухарице
Волухарице (лат. Arvicolinae) су потпородица из реда глодара и породице хрчкова (Cricetidae). Потпородица укључује бизамског пацова и велики број врста познатих под именима волухарица и леминг. Најближи сродници волухарица (Arvicolinae) су остале потпородице хрчкова.

## Систематика
Волухарице (Arvicolinae):
- Племе Arvicolini
  - Род Arvicola
  - Род Blanfordimys
  - Род Chionomys
  - Род Lasiopodomys
  - Род Lemmiscus
  - Род Microtus
  - Род Neodon
  - Род Phaiomys
  - Род Proedromys
  - Род Volemys
- Племе Dicrostonychini
  - Род Dicrostonyx
- Племе Ellobiusini
  - Род Ellobius
- Племе Lagurini
  - Род Eolagurus
  - Род Lagurus
- Племе Lemmini
  - Род Lemmus
  - Род Myopus
  - Род Synaptomys
- Племе Myodini
  - Род Alticola
  - Род Caryomys
  - Род Eothenomys
  - Род Hyperacrius
  - Род Myodes
- Племе Neofibrini
  - Род Neofiber
- Племе Ondatrini
  - Род Ondatra
- Племе Pliomyini
  - Род Dinaromys
- Племе Prometheomyini
  - Род Prometheomys
  - Род Arborimus
  - Род Phenacomys

### Изумрли родови
- Род Mimomys †
- Род Pitymimomys †
- Род Borsodia †
- Род Allophaiomys †
- Род Prolagurus †
- Род Predicrostonyx †
- Род Altaiomys †